# Bronwyn Carlton
Bronwyn Carlton (27 de enero de 1962) es una autora de cómics, editora y DJ de radio estadounidense. Ha escrito varios títulos de DC Comics, incluidos Catwoman y The Books of Faerie, así como el título del sello Paradox Press, The Big Book of Death.
Ha trabajado como editora tanto para DC como para Marvel. En DC, trabajó en los sellos Paradox Press y Piranha Press. En Marvel, trabajó en la línea Marvel Knights.
En 1996 fue ganadora de dos premios Eisner, a mejor antología, por The Big Book of Conspiracies, y también a mejor editora, por The Big Book of Weirdos, The Big Book of Conspiracies, Brooklyn Dreams, Stuck Rubber Baby, publicada por Paradox Press.
En 2008, apareció en el documental Guest of Cindy Sherman.
También es DJ de WFMU, una estación de radio de formato libre en Nueva Jersey. Ha presentado varios programas desde finales de 1988. Entre ellas se incluyen "Truck Stop Tea Party" y la "Charla deportiva con Bronwyn C. y Jim el poeta".
Carlton ha hablado públicamente sobre su experiencia con la "prosopagnosia" ("ceguera facial"), y es una defensora del reconocimiento de esa condición como una discapacidad.

## Vida personal
La Sra. Carlton asistió al Reed College en Portland, Oregon, donde obtuvo una licenciatura en psicología y comportamiento animal. Está casada con el ilustrador Sean Taggart (desde 1991).